# قائمة زملاء الجمعية الملكية المنتخبين في 1717
هذه الصفحة تعرض قائمة زملاء الجمعية الملكية المُنتخبين لعام 1717.

## الزملاء
- Ludovico Antonio Muratori [الإنجليزية]‏
- جون هادلي
- Francesco Torti [الإنجليزية]‏
- James Jurin [الإنجليزية]‏
- إليهو ييل
- Roger Gale (antiquary) [الإنجليزية]‏
- Henry Barham [الإنجليزية]‏